# Marefy (przystanek kolejowy)
Marefy – przystanek kolejowy w Marefach, w kraju południowomorawskim, w Czechach. Znajduje się na wysokości 215 m n.p.m..
Jest zarządzany przez Správę železnic. Na przystanku nie ma możliwości zakupu biletów, a obsługa podróżnych odbywa się w pociągu. 

## Linie kolejowe
- 340 Brno – Trenčianska Teplá